# Troina
Troina é uma comuna italiana da região da Sicília, província de Enna, com cerca de 10.072 habitantes. Estende-se por uma área de 167 km², tendo uma densidade populacional de 60 hab/km². Faz fronteira com Bronte (CT), Cerami, Cesarò (ME), Gagliano Castelferrato, Randazzo (CT), Regalbuto, San Teodoro (ME).

## Demografia
| Variação demográfica do município entre 1861 e 2011                               |
|                                                                                   |
| Fonte: Istituto Nazionale di Statistica (ISTAT) - Elaboração gráfica da Wikipedia |